# Campeonato Sul-Americano de Voleibol Feminino de 1971
O 9º Campeonato Sul-Americano de Voleibol Feminino foi realizado no ano de 1971 em Montevidéu, Uruguai.

## Tabela Final
| Posição | Equipe    |
| ------- | --------- |
|         | Peru      |
|         | Brasil    |
|         | Uruguai   |
| 4       | Paraguai  |
| 5       | Chile     |
| 6       | Argentina |
| 7       | Colômbia  |
| 8       | Bolívia   |

## Premiação
| Campeonato Sul-Americano de Voleibol Feminino de 1971 |
| border.                                               |
| ----------------------------------------------------- |
| Peru (3º título)                                      |